# Pierre Béranger de Nattes
Pierre Béranger de Nattes (1764-1849) est un militaire et homme politique français.

## Biographie

### Formation
Membre de la famille de Nattes, il est né le 11 février 1763 à Saint-Thibéry de Pierre Henri de  Nattes (1719-1807) capitaine au régiment de Flandre, et de Gabrielle de Gayon (1734-1768). Élève de l'École royale militaire (1771), puis de l'École militaire de Sorèze (1776-1779). Par la suite, il étudie au Collège militaire de La Flèche.

### Carrière militaire
En 1789, il est nommé lieutenant au régiment de Flandre et versé dans l'armée du Rhin. S'étant distingué à Mayence, il est nommé adjudant-général par la Convention. Chef d'état-major de Kléber, il donne sa démission pour éviter la proscription.

### Carrière politique
Conseiller général de l'Aude après le 18 brumaire an VII, il est élu député de l'Aude le 27 mars 1802, fonction qu'il occupe jusqu'au 1er juillet 1806. En récompense de ses services, Nattes est nommé chevalier de la Légion d'honneur le 4 frimaire an XII. Il meurt le 5 février 1849 à Foncouverte,.